# Tolisavac
Tolisavac (cyr. Толисавац) – wieś w Serbii, w okręgu maczwańskim, w gminie Krupanj. W 2011 roku liczyła 535 mieszkańców.